# NGC 6394
NGC 6394 (również PGC 60410 lub UGC 10889) – galaktyka spiralna z poprzeczką (SBb), znajdująca się w gwiazdozbiorze Smoka. Odkrył ją Lewis A. Swift 7 lipca 1885 roku. Jest to galaktyka z aktywnym jądrem.